# Csókás (Máramaros megye)
Csókás falu Romániában, Máramaros megyében.

## Fekvése
Máramaros megyében, Kötelesmezőtől délre fekvő település.

## Története
Csókás nevét az oklevelek 1566-ban említették először Batiz falwa néven. A település ekkor Kővár tartozéka volt.
1591-ben Chyokottes, 1615-ben Chyetekes, 1642-ben Csokotos, 1650-ben Csokotest, 1890-ben Csókás névalakban említették nevét.
1567-ben II. János király Kővár várát visszafoglalta Miksa császártól tartozékaival együtt, és beregszói Hagymási Kristóf Bihar megyei főispánnak, s nagyvárad főkapitányának adta.
1591-ben Báthori Zsigmond a települést Herbeirstein Felicián utódainak adta a kapniki ezüstbányászat
céljára adta haszonbérbe, s egyben további hat évre ebben megerősítette.
1615-ben Báthory Gábor özvegye Palocsai Horváth Anna birtoka volt.
1650-ben Kővár-hoz tartozott.
1719-ben a gróf Teleki családé lett.
1820-ban Sármánsági Istvánt írták Csókás birtokosának.

## Nevezetességek
- Görög keleti templom – 1890-ben épült.